# HUD
HUD (абревіатура англ. Head-Up Display) або прозорий дисплей — дисплей, що відображує інформацію на спеціальне скло, що не заслоняє вид. Дисплей зазвичай слугує для відображення показань приладів на борту транспортного засобу (літак, автомобіль, тощо), які можна побачити, не знижуючи очі, як правило, через проектування на лобове скло або козирок. Спочатку цей метод використовувався тільки у військових цілях для представлення даних у бойових літаках, але сьогодні також використовується в цивільних цілях, у тому числі для цивільної авіації, автомобілів, мотоциклів, і також роверів.

## Типи дисплеїв HUD

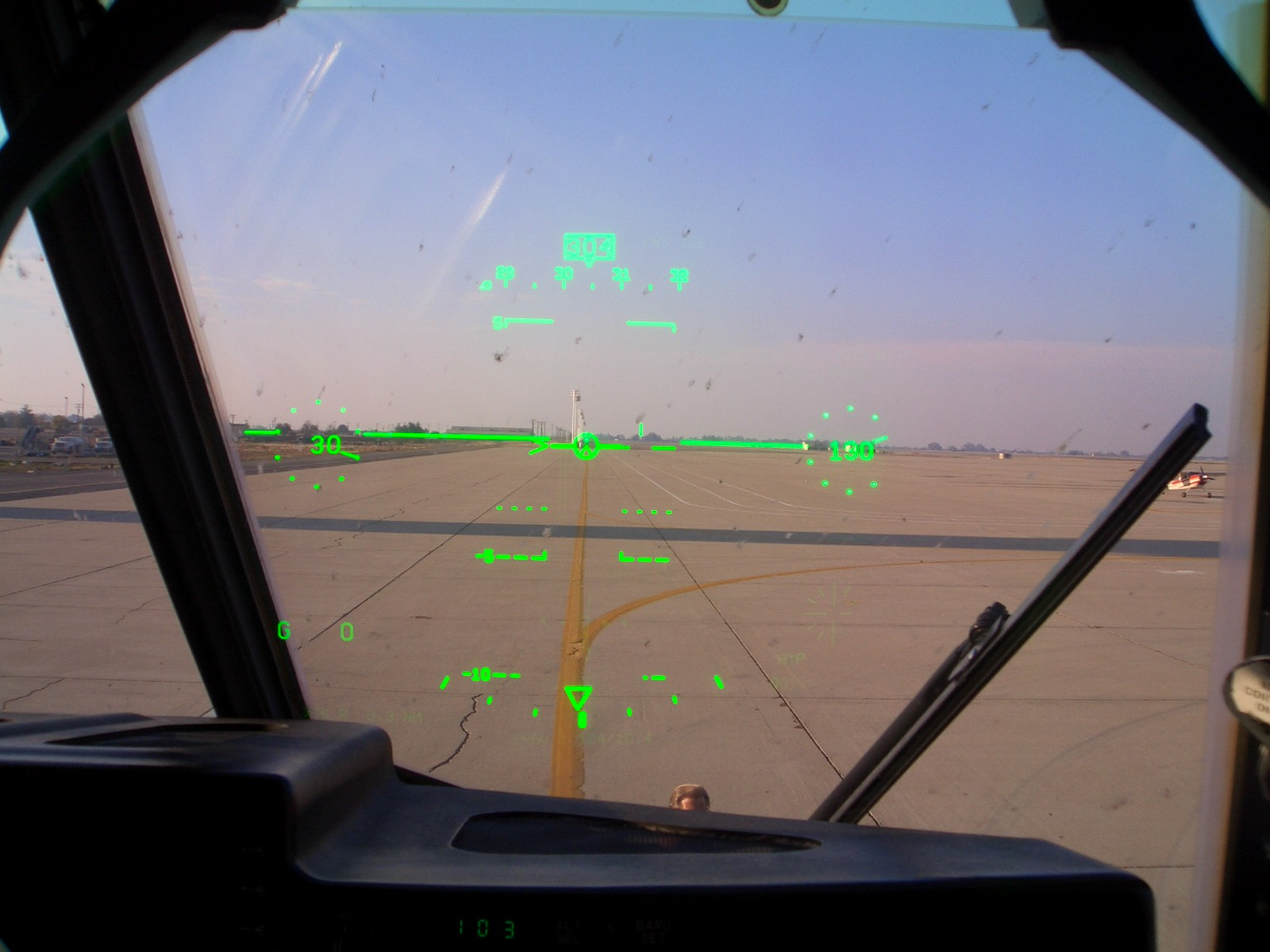
HUD у літаку

- Постійний — в якому відображується зображення на додаткову поверхню скла, встановленуй попереду спостерігача. Прикладами пристроїв цього типу є HUD системи, що використовуються в більшості бойових літаків, літаках цивільної авіації, і автомобілях. Вид інформації, що відображається на дисплеї, може бути будь-яким і залежить тільки від електронної системи, яка його обслуговує. В літаках це зазвичай загальний образ штучного горизонту, дані про швидкість і висоту, а також компас.

- Вмонтований у шолом — в якому поверхня з інформацією на дисплеї рухається разом з головою спостерігача. Системи цього типу мають форму окуляра, що кріпиться до шолома і надає інформацію про положення транспортного засобу. Такі дисплеї використовуються, переважно, у сучасних військових системах наведення ракетного і стрілецького озброєння пілотами літаків і вертольотів. Також використовується цивільними для встановлення дисплеїв у шоломах. Існують, наприклад, рішення для мотоциклістів, що дозволяють проектувати на скло шолома дані про швидкість, обороти двигуна, поточну передачу та оповіщення перед радарами контролю швидкості. Подібні пристрої використовуються парашутистами для відображення швидкості спуску і висоти над землею. На ринку є також рішення для велосипедистів, що відображають на окуляри дані про швидкість і довжину пройденої відстані.

Скло дисплея HUD, на якому представлена інформація, характеризується високою прозорістю, тому представлені дані повинні мати значно більшу яскравість, ніж навколишнє середовище. Крім того, оптична система подання інформації повинна мати так підібрані точки фокусування (як правило, на нескінченність), щоб спостерігач не зосереджував свої очі на двох різних відстанях, коли погляд на склі дисплея, і на мить коли на навколишнє середовище. Зміна фокусної точки зору займає певний час (десяті частки секунди), що уповільнює час реакції пілота, що є важливим у військових приладах. Найчастіше для створення зображення застосовується електронно-променева трубка, хоча з розвитком технологій відображення частіше зустрічаються рідкокристалічні LCD дисплеї, LCOS, DMM (Digital Micro Mirrors), OLED і лазери.
Наразі також проводяться експерименти з системами HUD, які відображають дані, за допомогою лазера з дуже малою потужностю, безпосередньо на сітківку.
Технологію HUD намагаються впровадити у багатьох сферах життя, не тільки військових, таких як окуляри піхоти з відображенням тактичної інформації, відстані до мішені, але також у цивільних.
Є рішення на ринку HUD дисплеїв для легкових автомобілів, де дані виводяться на лобовому склі автомобіля. Тестуються також медичні системи, оснащені HUD, для накладання зображення від рентгена на пацієнта, тим самим дозволяючи точну локалізацію органів.
Терміном HUD часто називають відображення даних на екранах комп'ютерів в іграх, показуючи наприклад життя, боєприпаси, карти тощо. Назва HUD в цьому випадку використовується досить умовно, бо не поширюється прозорий дисплей.